# Himmafushi
Himmafushi es una isla del North Malé Atoll en el país insular de Maldivas en el Mar de Laquedivas (Océano Índico). Pertenece al Atolón Administrativo Kaafu y tenía alrededor de 1.334 habitantes en 2014.

## Geografía
La isla está ubicada en el sureste del atolón en una plataforma de arrecife común con las cercanas islas turísticasn Lakanfushi y Lakanfinolhu.